# Torreón de San Pedro Mártir
El Torreón de San Pedro Mártir, popularmente conocido como Castillo de San Cristóbal, está situado en el barrio marinero de San Cristóbal en la costa este de la ciudad de Las Palmas de Gran Canaria, Gran Canaria, (Canarias, España).

## Historia

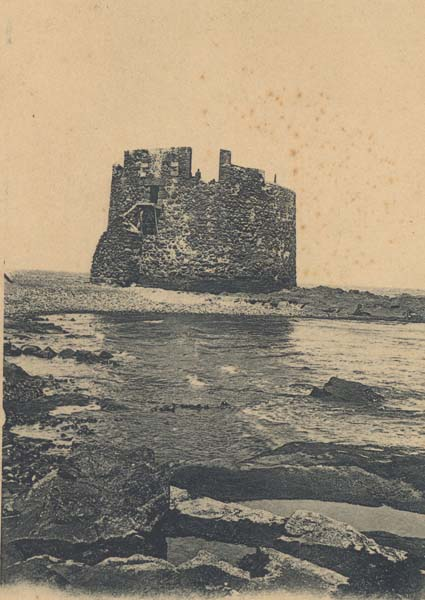
El torreón en una foto tomada entre 1890 y 1895.

Fue construido por el gobernador Diego Melgarejo en 1578 dentro del plan integral de fortificación de la ciudad que emprendió el Rey Felipe II de España.
Tuvo que ser reconstruido en el año 1638, debido a los daños que sufrió tras los ataques a la ciudad de 1595 por Francis Drake y 1599 por Pieter van der Does.
Hay otros torreones que siguen un línea de construcción de similares características distribuidos por la costa del archipiélago. De esta manera, se pueden considerar «gemelos» del Torreón de San Pedro Mártir a los castillos de Gando, en Gran Canaria; San Andrés, en Tenerife; el Cotillo y Caleta de Fuste, en Fuerteventura y la Torre del Águila, en Lanzarote.
El 19 de mayo de 1848, el ingeniero D. Nicolás de Clavijo y Pló, redactó un informe acerca de las reparaciones necesarias para llevarla a cabo en el Torreón de San Pedro Mártir, por el importe de 6875 reales de maravedies.
Hasta 1878 siguió recibiendo un uso militar, año en el que se ordena su desartillado.

## Características
Su forma es la de una torre redonda, construida mar adentro sobre una gran roca. Esta roca fue revestida de argamasa con lo que el edificio tomó la forma actual y apenas se dejó espacio en su interior. Su superficie es de 219,04 m².
Tras un proceso de restauración en 1999, su estado actual de conservación es bueno.
Fue declarado Monumento Histórico Artístico el 22 de abril de 1949 y se encuentra bajo la protección de la Declaración genérica del Decreto de 22 de abril del mismo año, y la Ley 16/1985 sobre el Patrimonio Histórico Español.

## Otras fortificaciones de la ciudad
- Castillo de la Luz
- Castillo de Mata
- Castillo de San Francisco
- Muralla urbana de Las Palmas de Gran Canaria
- Fortaleza de Santa Catalina
- Torre de Santa Ana